# Città ideale (dipinto)
La città ideale è un tema della pittura sviluppato attorno al XV secolo come rappresentazione del concetto teorico rinascimentale della città ideale. È presente in tre dipinti, i cui autori sono tuttora ignoti, identificati per la città in cui sono esposti. Le tre tavole, simili ma al tempo stesso diverse, sono ispirate al concetto di Copia et Varietas teorizzato da Leon Battista Alberti ed estremamente popolare nell'arte rinascimentale della seconda metà del Quattrocento.

## LaCittà idealedi Urbino
La Veduta di città ideale è un dipinto tempera su tavola (67,5x239,5 cm) 
databile tra il 1470 e il 1490 e conservato nella Galleria Nazionale delle Marche a Urbino.
L'opera, una delle immagini simbolo del Rinascimento italiano, vide sicuramente la luce alla raffinata corte urbinate del duca Federico da Montefeltro ed è stata alternamente attribuita a molti degli artisti che vi gravitarono attorno: tra i nomi proposti ci sono Piero della Francesca, Luciano Laurana, Donato Bramante e Francesco di Giorgio Martini. Altri studiosi sono propensi ad attribuire l'opera all'ambiente della Firenze laurenziana ed alla riflessione in corso intorno all'opera di Vitruvio, individuando l'autore in Giuliano da Sangallo e nella sua scuola, arrivando a ipotizzare una collaborazione di Botticelli. Non mancano attribuzioni anche a Leon Battista Alberti, del quale sarebbe l'unica prova pittorica, o a Melozzo da Forlì: quest'ultima attribuzione sarebbe confermata anche dalle dimensioni stesse del quadro, che risultano ben rispondenti alla sua simbologia numerica se misurate in once forlivesi. La prima probabile menzione dell'opera è oltre un secolo dopo l'esecuzione, in un inventario del 1599, con l'attribuzione a Fra Carnevale.

### Descrizione e stile
L'opera mostra una vasta piazza in prospettiva lineare centrica. Al centro spicca un grande edificio circolare, che ha un carattere di edificio pubblico, religioso come chiarisce la croce sulla sommità. Esso è rialzato di alcuni gradini e circondato da colonne corinzie addossate alla parete, con tre portali sugli assi visibili, composti con protiri a timpano ad arco. Oltre un cornicione si trova un secondo piano di forma analoga, ma dimensioni più piccole, con finestrelle quadrate e una finestra classicheggiante con timpano triangolare sull'asse centrale. Sopra una seconda cornice si trova la copertura conica con fasce bicrome, che culmina nella lanterna. Le pareti sono animate da specchiature in marmo bicolore (bianco e verde serpentino), che riproducono rettangoli regolari, che ricordano il romanico fiorentino (come il paramento esterno del Battistero di San Giovanni).

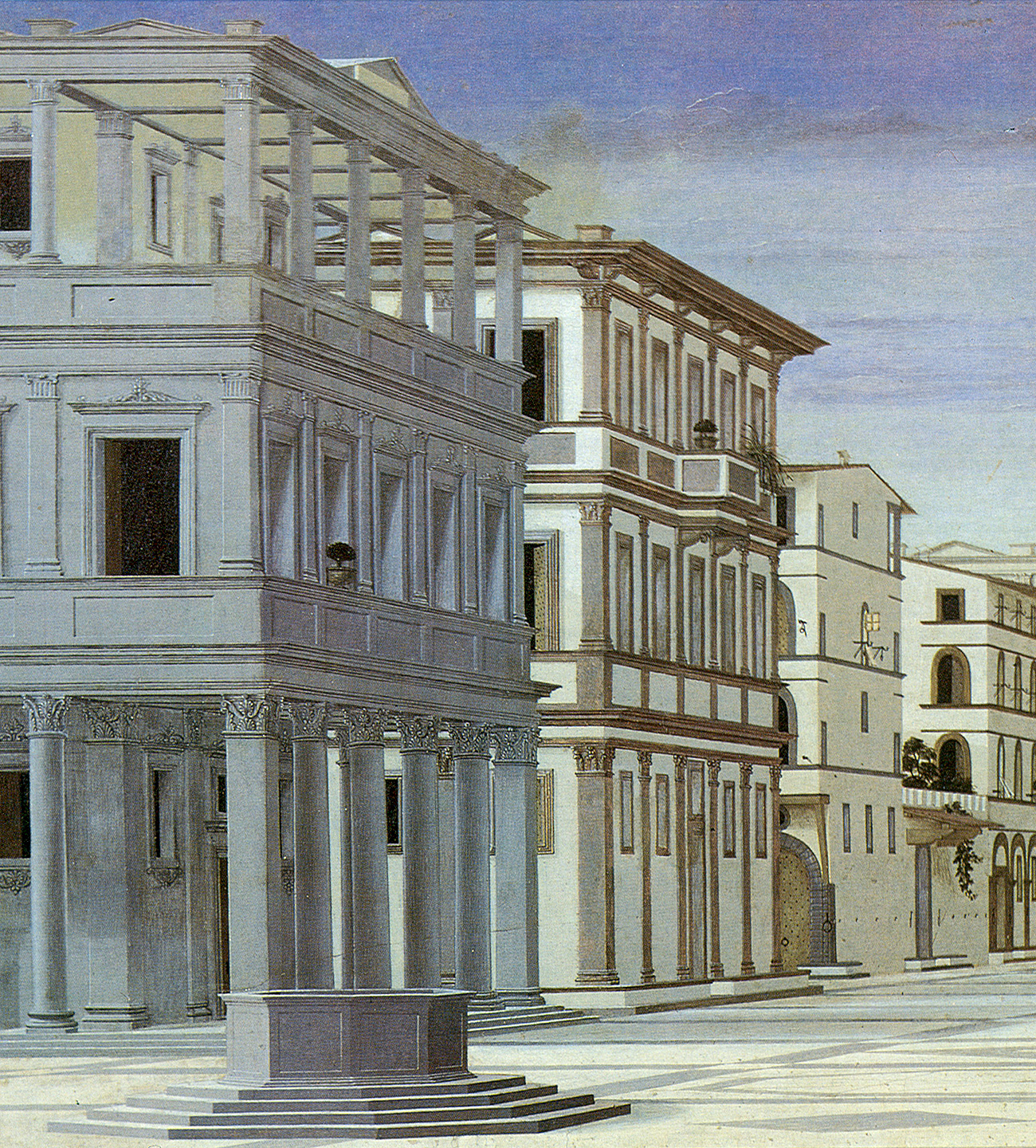
Dettaglio

Al piano inferiore la fascia più bassa delle pareti è decorata dal motivo che imita l'opus reticulatum romano, già usato da Leon Battista Alberti a palazzo Rucellai di Firenze (1446-1451). Il tempio a pianta centrale, figura da sempre ritenuta perfetta perché in sé chiusa e conchiusa, divenne proprio in quegli anni uno dei campi di ricerca più studiati in Italia centrale, usato spesso anche in pittura per la creazione di sfondi architettonici: fra gli esempi più celebri c'è l'edificio ottagonale dello Sposalizio della Vergine di Perugino, rielaborato poi in un edificio a pianta esadecagonale da Raffaello nel suo dipinto con lo stesso soggetto. Gli edifici a pianta centrale, che tutto racchiudono all'interno di sé, lasciando un vuoto ideale e universale al di fuori, ben si prestavano a rappresentare il concetto filosofico di utopia.
Attorno a quest'edificio si apre una vasta piazza la cui intelaiatura prospettica è ben definita dalla lastricatura geometrica. Il modello di assoluta perfezione della città rinascimentale, è infatti legato alla concezione di "scacchiera", dove il pavimento delle strade, con l'intersecarsi di marmi policromi, riflette e amplifica la struttura della città in cui gli edifici, proprio come i pezzi di una scacchiera, sono ordinati e collocati a intervalli di spazio regolari e prestabiliti secondo canoni di assoluta perfezione. Due pozzi a base ottagonale con gradinate sono posti in maniera perfettamente simmetrica alle due estremità laterali in primo piano.
Gli edifici sono di dimensioni regolari e non superano mai i tre piani. Quelli di sinistra hanno tutti carattere civile e tra questi spicca il primo, che ha una complessa struttura di logge architravate, vero saggio di maestria nella prospettiva. Sul lato destro si ritrovano edifici civili con portici, simili per volume a quelli di sinistra, ma diversi per concezione e decorazione architettonica, tra cui spicca quello in primo piano che ha un paramento col motivo arco-pilastri-semicolonna ripreso dall'architettura romana (Colosseo, Teatro di Marcello). Su questo lato, in fondo, si trova l'unica notazione a un edificio religioso, una chiesa dalla facciata austera e classicheggiante.
Nello spazio urbano gli edifici sono serrati e non sono previsti spazi verdi: la natura occhieggia soltanto dalle colline sul lontano sfondo. Non vi è traccia di figura umana e solo qualche dettaglio (come le piante ai davanzali) fa supporre che le architetture siano abitate.
Elemento unificatore di tutta la rappresentazione è la luce, chiara e cristallina, con ombre diafane e poco marcate. I toni dei colori sono tutti intonati alle varie sfumature del bianco, dell'azzurro e del blu verdastro del marmo serpentino, con l'aggiunta del colore bruno nelle decorazioni in pietra di alcuni edifici. Il cielo, come nell'arte nordica, digrada in toni sempre più chiari di azzurro, evidenziando la parte centrale del dipinto e contribuendo a quell'atmosfera eterea e rarefatta che dà un tono così ideale al dipinto.

## LaCittà idealedi Baltimora
Alla Walters Art Museum di Baltimora esiste un'altra Veduta di città ideale realizzata con colori ad olio e tempera su tavola (80,33x219,8 cm), che si ritiene essere stata realizzata dallo stesso autore della tavola urbinate e che forse anticamente ne faceva un pendant.

### Descrizione e stile
Anche in questo caso si ha una veduta, sviluppata prevalentemente in orizzontale, di una piazza rinascimentale ideale. In quel caso però si insiste più sulla presenza di singoli monumenti che sull'impianto di insieme. Il lato frontale della piazza infatti è occupato da ben tre monumenti classici: un anfiteatro (riproduzione in scala del Colosseo), un arco di trionfo trifornice come l'Arco di Costantino (in posizione avanzata e con una veduta di torre dal fornice centrale) e un edificio a pianta centrale (una rielaborazione del Battistero di Firenze, che all'epoca era creduto ancora il tempio romano di Marte riconvertito in chiesa). I lati sono chiusi da due palazzi pressoché simmetrici, simili per volumetria ma diversi nella decorazione, mentre la piazza vera e propria è ribassata di alcuni gradini, decorata da quattro colonne onorarie con statue simboliche sulla sommità e da una fontana al centro. Le statue sono le Virtù del buon governatore e fra di esse si riconoscono la Giustizia, con la spada, e la Liberalità, con la cornucopia.Contrariamente alle altre due tavolette, alcune figurette umane passeggiano al centro della piazza, ma la loro autenticità è dubbia in quanto sono dipinte sopra lo strato finale della scena architettonica.
Per la minore sintesi e la costruzione prospettica di base meno profonda e articolata, questa seconda tavola è datata a un periodo immediatamente anteriore alla Città ideale di Urbino, verso il 1470-1480.

## LaCittà idealedi Berlino
Una terza Veduta di città ideale, realizzata con colori ad olio su legno di pioppo e forse più tarda (1477 circa, 124x234 cm), si trova a Berlino, nella Gemäldegalerie.

### Descrizione e stile
La tavola si differenzia per diversi aspetti dalle altre due. I colori appaiono dominati da una tavolozza meno luminosa con bruni spenti, gialli e grigi. La veduta è colta da una loggia, da cui si dipanano in profondità le direttrici prospettiche evidenziate dal reticolato del pavimento dal disegno semplificato, che conducono lo sguardo in profondità verso un attivo porto. Anche in questo caso appare chiaro l'intento celebrativo del buon governo, che assicura prosperità economica al territorio.